# Pugilato ai Giochi della XX Olimpiade
Le competizioni di pugilato dei Giochi della XX Olimpiade si sono svolte dal 7 agosto al 10 settembre alla Boxhalle di Monaco di Baviera.

## Categorie
Come a Città del Messico 1968 il programma prevedeva 11 categorie come segue:
| Categoria          | Peso      |
| ------------------ | --------- |
| Pesi mosca leggeri | - 48 kg   |
| Pesi mosca         | - 51 kg   |
| Pesi gallo         | - 54 kg   |
| Pesi piuma         | - 57 kg   |
| Pesi leggeri       | - 60 kg   |
| Pesi superleggeri  | - 63,5 kg |
| Pesi welter        | - 67 kg   |
| Pesi superwelter   | - 71 kg   |
| Pesi medi          | - 75 kg   |
| Pesi mediomassimi  | - 81 kg   |
| Pesi massimi       | + 81 kg   |

## Podi
| Evento                        | Oro               | Argento           | Bronzo                             |
| Pesi mosca leggeri (dettagli) | György Gedó       | Kim U-gil         | Ralph Evans Enrique Rodríguez      |
| Pesi mosca (dettagli)         | Georgi Kostadinov | Leo Rwabdogo      | Leszek Błażyński Douglas Rodríguez |
| Pesi gallo (dettagli)         | Orlando Martínez  | Alfonso Zamora    | George Turpin Ricardo Carreras     |
| Pesi piuma (dettagli)         | Boris Kuznecov    | Philip Waruinge   | Clemente Rojas András Botos        |
| Pesi leggeri (dettagli)       | Jan Szczepański   | László Orbán      | Samuel Mbugua Alfonso Pérez        |
| Pesi superleggeri (dettagli)  | Ray Seales        | Angel Angelov     | Zvonimir Vujin Issaka Daboré       |
| Pesi welter (dettagli)        | Emilio Correa     | János Kajdi       | Dick Murunga Jesse Valdez          |
| Pesi superwelter (dettagli)   | Dieter Kottysch   | Wiesław Rudkowski | Alan Minter Peter Tiepold          |
| Pesi medi (dettagli)          | Vjačeslav Lemešev | Reima Virtanen    | Prince Amartey Marvin Johnson      |
| Pesi mediomassimi (dettagli)  | Mate Parlov       | Gilberto Carrillo | Isaac Ikhouria Janusz Gortat       |
| Pesi massimi (dettagli)       | Teófilo Stevenson | Ion Alexe         | Peter Hussing Hasse Thomsén        |

## Medagliere
| Posizione | Paese            |    |    |    | Totale |
| --------- | ---------------- | -- | -- | -- | ------ |
| 1         | Cuba             | 3  | 1  | 1  | 5      |
| 2         | Unione Sovietica | 2  | 0  | 0  | 2      |
| 3         | Ungheria         | 1  | 2  | 1  | 4      |
| 4         | Polonia          | 1  | 1  | 2  | 4      |
| 5         | Bulgaria         | 1  | 1  | 0  | 2      |
| 6         | Stati Uniti      | 1  | 0  | 3  | 4      |
| 7         | Germania Ovest   | 1  | 0  | 1  | 2      |
| 7         | Jugoslavia       | 1  | 0  | 1  | 2      |
| 9         | Kenya            | 0  | 1  | 2  | 3      |
| 10        | Finlandia        | 0  | 1  | 0  | 1      |
| 10        | Messico          | 0  | 1  | 0  | 1      |
| 10        | Corea del Nord   | 0  | 1  | 0  | 1      |
| 10        | Romania          | 0  | 1  | 0  | 1      |
| 10        | Uganda           | 0  | 1  | 0  | 1      |
| 15        | Gran Bretagna    | 0  | 0  | 3  | 3      |
| 16        | Colombia         | 0  | 0  | 2  | 2      |
| 17        | Spagna           | 0  | 0  | 1  | 1      |
| 17        | Germania Est     | 0  | 0  | 1  | 1      |
| 17        | Ghana            | 0  | 0  | 1  | 1      |
| 17        | Nigeria          | 0  | 0  | 1  | 1      |
| 17        | Niger            | 0  | 0  | 1  | 1      |
| 17        | Svezia           | 0  | 0  | 1  | 1      |
| Totale    | Totale           | 11 | 11 | 22 | 32     |